# Liste der Kellergassen in Hohenwarth-Mühlbach am Manhartsberg
Die Liste der Kellergassen in Hohenwarth-Mühlbach am Manhartsberg führt die Kellergassen in der niederösterreichischen Gemeinde Hohenwarth-Mühlbach am Manhartsberg an.
| Foto |                 | Kellergasse           | Standort                              | Beschreibung |
| ---- | --------------- | --------------------- | ------------------------------------- | --- |
| BW   | Datei hochladen | Himmelgraben          | KG: Ebersbrunn Standort               | Das Kellergassensystem am Südwestrand der Ortschaft besteht aus zwei etwa parallel verlaufenden Hohlwegen, in denen es beidseitig Keller gibt und die durch einen kurzen Hohlweg, in dem es einseitig einige Keller gibt, miteinander verbunden sind. Auf insgesamt 800 Metern Länge befinden sich 68 Objekte, teils in Schildmauerform, teils traufständig. |
| BW   | Datei hochladen | Richtung Pfaffstetten | KG: Ebersbrunn Standort               | Das kleine Kellerensemble liegt am Nordrand der Ortschaft in einer flachen Mulde. Auf einer Länge von 50 Metern befinden sich sechs Keller, teils in Schildmauerform, teils traufständig. |
| BW   | Datei hochladen | Bei der Kirche        | KG: Hohenwarth Standort               | Die beidseitige Einzelkellergasse liegt am nördlichen Ortsrand in einem Graben unterhalb der Kirche. Auf einer Länge von 150 Metern befinden sich 21 Keller, zwei Drittel davon in Schildmauerform. |
| BW   | Datei hochladen | Kellergasse           | KG: Hohenwarth Standort               | Die beidseitige Einzelkellergasse liegt in einem Graben am südlichen Ortsrand bzw. im südlichen Hintaus. Auf einer Länge von 350 Metern befinden sich 36 Objekte. |
| ja   | Datei hochladen | Kremser Straße        | KG: Hohenwarth Standort               | Die beidseitige Einzelkellergasse liegt in einem Graben bzw. Hohlweg, durch den die Straße vom Ort in Richtung Südwesten wegführt. Auf einer Länge von 350 Metern befinden sich 35 Objekte. |
| BW   | Datei hochladen | Rennweg               | KG: Hohenwarth Standort               | Die beidseitige Einzelkellergasse liegt in einem Graben südöstlich außerhalb der Ortschaft. Auf einer Länge von 150 Metern befinden sich 22 Objekte. |
| BW   | Datei hochladen |                       | KG: Hohenwarth Standort               | Die Einzelkellergasse liegt südlich außerhalb der Ortschaft, teils beidseitig in einem Graben, teils an einer Geländekante. |
| BW   | Datei hochladen |                       | KG: Mühlbach am Manhartsberg Standort | Die vorwiegend einseitige Einzelkellergasse liegt in einem Graben an der südwestlichen Ortsausfahrt. Auf einer Länge von 100 Metern befinden sich 10 Objekte. |
| BW   | Datei hochladen |                       | KG: Mühlbach am Manhartsberg Standort | Die vorwiegend einseitige Einzelkellergasse liegt in einem Graben, der von Westen in den Ort führt. Auf einer Länge von 200 Metern befinden sich 25 Objekte. |
| BW   | Datei hochladen |                       | KG: Olbersdorf Standort               | Die beidseitige Einzelkellergasse liegt in einem Graben im Ort. Auf einer Länge von 100 Metern befinden sich 10 Objekte. |
| BW   | Datei hochladen |                       | KG: Zemling Standort                  | Die beidseitige Einzelkellergasse liegt in einem Graben nordöstlich außerhalb der Ortschaft. Auf einer Länge von 100 Metern befinden sich 11 mehrheitlich erneuerungsbedürftige Keller. |
| BW   | Datei hochladen | Olbersdorfer Straße   | KG: Zemling Standort                  | Das einseitige Kellergassensystem wurde westlich außerhalb des Orts angelegt, ist mittlerweile aber von neuen Häusern umgeben. Auf einer Länge von 300 Metern befinden sich 28 Objekte, teils entlang der Olbersdorfer Straße, teils in von der Straße nach Süden wegführenden Gräben.                                                                       |

| Foto:                    | Fotografie der Kellergasse (Gesamtheit). Klicken des Fotos erzeugt eine vergrößerte Ansicht. Daneben finden sich zwei Symbole: \| Weitere Bilder vorhanden \| Das Symbol bedeutet, dass weitere Fotos des Objekts verfügbar sind. Durch Klicken des Symbols werden sie angezeigt. \| \| Eigenes Foto hochladen \| Durch Klicken des Symbols können weitere Fotos des Objekts in das Medienarchiv Wikimedia Commons hochgeladen werden. \| |
| Name:                    | Bezeichnung der Kellergasse |
| Standort:                | Es ist die Katastralgemeinde (KG) angegeben. Durch Aufruf des Links Standort wird die Lage der Kellergasse in verschiedenen Kartenprojekten angezeigt. |
| Beschreibung             | Kurze Beschreibung der Kellergasse |
| Weitere Bilder vorhanden | Das Symbol bedeutet, dass weitere Fotos des Objekts verfügbar sind. Durch Klicken des Symbols werden sie angezeigt. |
| Eigenes Foto hochladen   | Durch Klicken des Symbols können weitere Fotos des Objekts in das Medienarchiv Wikimedia Commons hochgeladen werden. |